# アメリカ合衆国の対墺洪宣戦布告
1917年のアメリカ合衆国の対墺洪宣戦布告（アメリカがっしゅうこくのたいおうきょうせんせんふこく、英: United States declaration of war on Austria-Hungary）は、アメリカ合衆国議会において正式に決議され、アメリカ合衆国とオーストリア＝ハンガリー帝国との間に戦争状態が存在すると宣言したことを指す。
対墺洪宣戦布告は、アメリカ合衆国が第一次世界大戦に参戦するきっかけになった対独宣戦布告から8ヶ月後の12月7日に行われ、1921年（ヴィラ・ジュスティ休戦協定の3年後）に終結した。

## 背景
1917年4月6日にアメリカはドイツに宣戦布告した。対独宣戦布告は、ウィルソン大統領の要請で、アメリカ合衆国議会で可決された（下院373–50、上院82–6）。
ウィルソン大統領は、議会において対独宣戦布告を要請する演説を行い、ドイツの同盟国オーストリア＝ハンガリーについて以下のように発言した。
that government [Austria-Hungary] has not actually engaged in warfare against citizens of the United States on the seas, and I take the liberty, for the present at least, of postponing a discussion of our relations with the government in Vienna.
2日後、オーストリア＝ハンガリーはアメリカと断交し、ウィーンのアメリカ大使館の臨時代理大使に届けられた外交文書において、アメリカの大使に対して出国するように要求した。

## 宣戦布告

### 要求

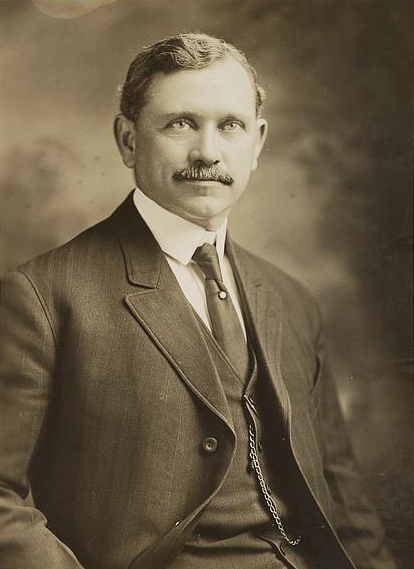
ヘンリー・D・フラッド議員が宣戦布告に関する法案を提出した。

1917年12月7日、ウィルソン大統領は議会で一般教書演説を行い、対墺洪宣戦布告を要求した上で、すべての成功を妨げるものを徹底的に除去するために必要であると発言した。また、オーストリア＝ハンガリーがドイツ政府の封臣であり他国の手先として動いていると非難したが、宣戦布告を求める要因はイタリアの状況にあり、アメリカの軍事立案者は、カポレットをオーストリア側に渡さないために、すぐさまアメリカ軍を派遣してイタリアの防衛強化を図る必要があると判断していた。
大統領の演説を受けて、ヘンリー・D・フラッド議員が宣戦布告に関する法案を提出し、下院外交委員会で審議された。委員会は報告書において「宣戦布告において存在すると宣言される戦争状態は数ヶ月前から存在している」とし、全会一致で採択を勧告した。また、報告書において、1915年9月に駐米オーストリア＝ハンガリー大使のKonstantin Dumbaがアメリカの製造業を対象とした産業破壊計画を立案し、旗のない潜水艦の乗組員が搭乗し、アメリカのスクーナー SV Margueriteを地中海で撃沈し、潜水艦の士官がオーストリアの言葉を話していた（"Austrian was the language spoken by the officer of the submarine 〔ママ〕."）ので、潜水艦はオーストリア国籍だと疑っていると非難した。実際には間違いであり、ドイツの潜水艦U35が撃沈していた。

### 制定
宣戦布告は、アメリカ合衆国議会で可決され（下院で365-1、上院で74-0）、その日のうちに大統領が署名した。

#### 議論

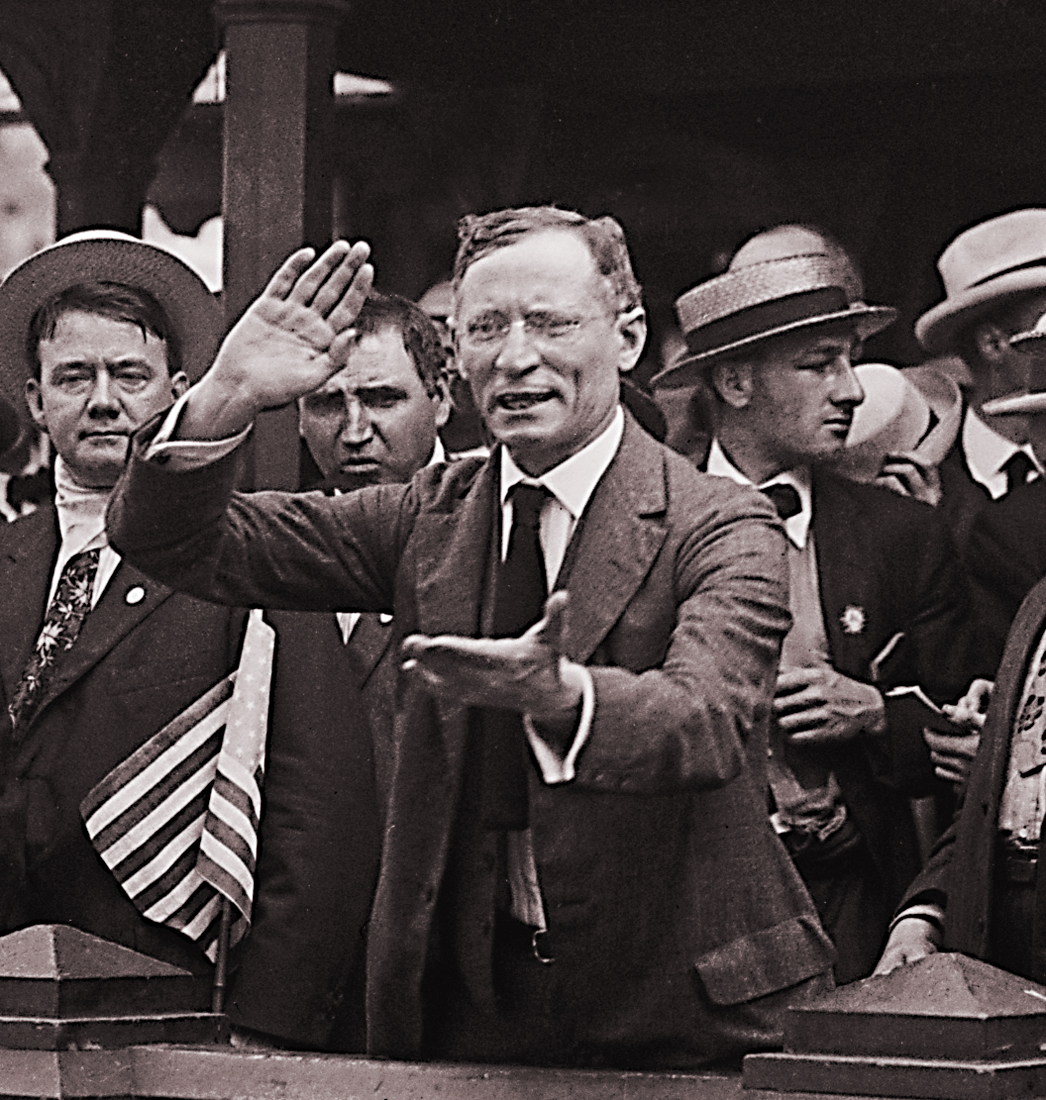
Meyer Londonがただ一人反対した。（1916年撮影）

かつて対独宣戦布告に反対したジャネット・ランキンは対墺洪宣戦布告には賛成しており、彼女は投票に際し「これから行う投票は宣戦布告に対するものではない。仮にそうならば私は反対せねばならない。あくまでもこの投票は宣戦布告された戦争の遂行に関する事務手続きに過ぎない」と述べている。
下院においては、Meyer London（ニューヨーク州選出、社会党所属）がただ一人反対し、忠誠心というものを嫌っているものの、メイフラワー号にさかのぼる先祖を持つ者と同じようにアメリカを愛していると思うなどと発言し、しかし、自らは戦争反対であり、対独宣戦布告に反対した時と同じ理由で、ヨーロッパへの武器輸出の禁止を求めたが、下院において厳しく非難された。
上院においては、Robert M. La Folletteが投票に参加せず、議場を出て事務所に帰り、アメリカが戦後のオーストリア分割に参加しないと保証する修正案を立案していた。議場の外にいたにもかかわらず、投票を要求されていた。のちに、決議案が通過したという形式でも反対しただろうと述べた。

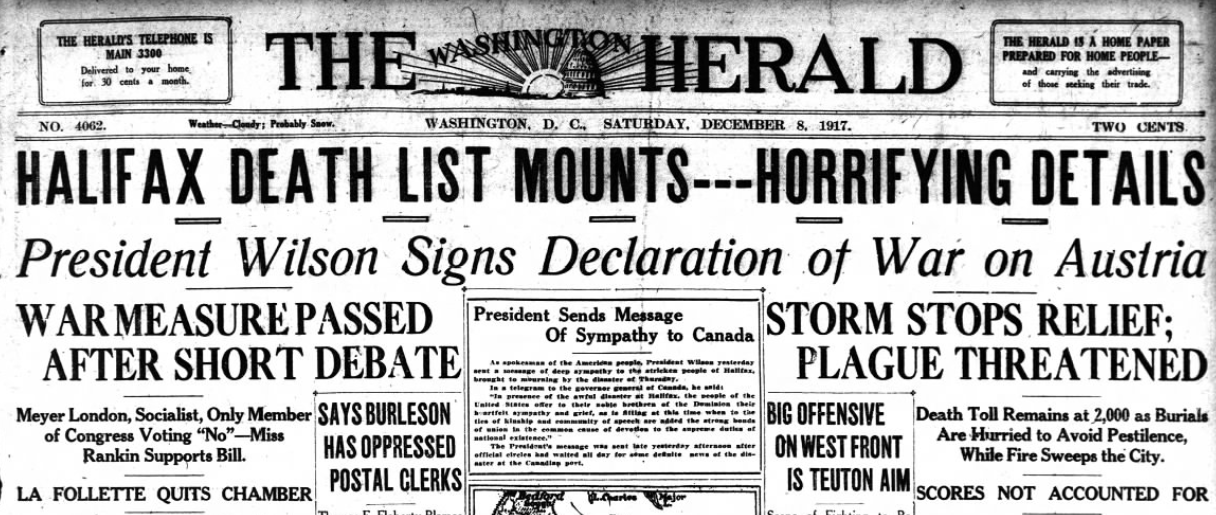
The front page of the December 8, 1917 issue of the Washington Herald; news of the war declaration was overshadowed by the devastating Halifax Explosion, the third-largest non-nuclear explosion in history.

### 宣戦布告の文章
Whereas the Imperial and Royal Austro-Hungarian Government has committed repeated acts of war against the Government and the people of the United States of America : Therefore be it Resolved by the Senate and House of Representatives of the United States of America in Congress assembled, That a state of war is hereby declared to exist between the United States of America and the Imperial and Royal Austro-Hungarian Government; and that the President be, and he is hereby, authorized and directed to employ the entire naval and military forces of the United States and the resources of the Government to carry on war against the Imperial and Royal Austro-Hungarian Government; and to bring the conflict to a successful termination all the resources of the country are hereby pledged by the Congress of the United States.

## 国際的な反応
オーストリア＝ハンガリー帝国: 外務大臣のオトカル・フォン・チェルニンは「宣戦布告は、アメリカのオーストリア＝ハンガリー人に対して悪影響を及ぼすことになるだろうが、戦争の結果には影響しないだろう」と述べた。

 イタリア王国: コリエーレ・デラ・セラの社説には「現在のオーストリア＝ハンガリーには強敵が存在し、我々にとっては友好国で、友情が戦争と平和に立つに違いない」と掲載されていた。

 ロシア・ソビエト連邦社会主義共和国: Army Journalの社説において"Peace by means of war. This is the mark under which the American imperialists are posing. America declares herself the implacable enemy of Austria-Hungary without any evident reason, without any justifying motives save covetousness and greed. American capitalists talking with hypocrisy about the horrors of war are striving to lengthen the bloody terror."と言明されていた。

## 余波
1918年秋に帝国政府が崩壊し、シュテファン・ブリアンが残存組織の代表として和平を求めた。アメリカ上院がサン＝ジェルマン条約とトリアノン条約（連合国と帝国の平和条約で帝国の解体につながった）の批准を否決したため、帝国の後継国家との間で米墺平和条約と米洪平和条約が締結されるまで戦争状態が継続した。
SV Margueriteの沈没はドイツのUボートU-35によるものとされた。